# 殤帝 (唐)
殤帝（しょうてい）は、唐朝の第7代皇帝。中宗の末子。また、唐の皇帝で廟号が贈られなかった初の皇帝でもある。

## 生涯
初めは北海王に封じられ、後に温王に転封となった。710年に父の中宗が継母の韋皇后と異母姉の安楽公主の母娘に毒殺された後、韋后によって皇位に即けられた。韋后は武則天同様に王朝の簒奪を狙っており（武韋の禍）、殤帝は禅譲のための傀儡として即位させられたに等しかった。
しかし1ヶ月後には、叔母の太平公主と従兄の李隆基（玄宗）の手により韋后母娘とその一族は殺害された。やがて彼は、従兄の李隆基の手によって、その父親で叔父の睿宗に譲位させられた。
皇位を廃された李重茂は元の温王に戻されるが、714年に崩御している。暗殺された可能性もあるが、史書には死因の記録は残っていない。

## 登場作品
- 『二人の王女』（2012年）
- 『謀りの後宮』（2013年）